# سفارت لائوس در واشینگتن
سفارت لائوس در واشینگتن (به انگلیسی: Embassy of Laos) یک سفارت در ایالات متحده آمریکا است که در واشینگتن، دی.سی. واقع شده‌است.